# Paul Vasseur
Paul Henri Vasseur (* 10. Oktober 1884 in Lille; † 12. Oktober 1971 in Saint-Didier) war ein französischer Schwimmer und Wasserballspieler.

## Karriere
Vasseur nahm 1900 erstmals an Olympischen Spielen teil. In Paris erreichte er mit der französischen Wasserballmannschaft den dritten Rang und gewann somit Bronze. Am Tag des Medaillengewinns war er 15 Jahre und 306 Tage alt und ist somit bis heute der jüngste olympische Medaillengewinner im Wasserball. Sechs Jahre später war er Teilnehmer der Olympischen Zwischenspiele in Athen. Im Wettbewerb über 1 Meile Freistil erreichte er das Ziel nicht. Für die Disziplinen 100 und 400 Meter Freistil war der Sportler ebenfalls gemeldet, trat aber in beiden nicht an. Auch bei den Spielen 1908 in London war er zunächst für zwei Wettkämpfe gemeldet – 100 und 1500 Meter Freistil – trat aber letztendlich nicht an. Im Jahr 1912 folgte seine dritte tatsächliche Olympiateilnahme. In Stockholm erreichte er mit der französischen Wasserballnationalmannschaft den fünften Rang. Die letzte Teilnahme von Paul Vasseur an olympischen Wettkämpfen ereignete sich 1920. Bei den Spielen in Antwerpen wurde er mit der Wasserballmannschaft Neunter. In den Schwimmwettbewerben über 400 Meter Freistil und mit der Staffel über 4-mal 200 Meter Freistil scheiterte er jeweils im Vorlauf.